# Nicholas McCarthy (regista)
Nicholas McCarthy (New Hampshire, 10 novembre 1970) è un regista, sceneggiatore, produttore cinematografico e attore statunitense.

## Biografia
McCarthy è nato nel New Hampshire da una famiglia irlandese americana cattolica., trasferitasi a Boston, perché il padre trovò lavoro come professore al Brookline High School seguita dalla madre, anche lei insegnante.
McCarthy incominciò a girare film all'età di 10 anni con un Super 8 influenzato dai film horror, in particolare Lo squalo, e in seguito frequenta vari cinema, come il Coolidge Corner Theater, che proiettava vecchi film girati in 35 mm.
Inoltre era solito guardare l'emittente locale WLVI che mandava in onda film di serie B di fantascienza e il programma horror Creature Double Feature ed era appassionato dei film di registi come John Carpenter, David Cronenberg, George Romero, John Waters e David Lynch. Durante i suoi anni di liceo al Brookline High strinse amicizia con John Hodgman., col quale fondò la rivista Samizdat.

## Carriera
Dopo il liceo si iscrive al Columbia College prima di trasferirsi in seguito a New York per frequentare il SUNY Purchase. Dopo essersi laureato, si trasferisce a Queens e lavora come barista a New York; durante il tempo libero gira un film nel suo appartamento con una macchina da presa per il SUNY, incentrato su un gruppo di amici, proiettato in un solo cinema.
Nel 2000 si trasferisce a Los Angeles e l'anno seguente lavora come assistente in ufficio per una società che produceva video documentari su Il silenzio degli innocenti, La principessa sposa, Starship Troopers - Fanteria dello spazio e Robocop. In seguito fondò l'Alpha 60 Film Collective insieme a Neil Matsumoto e Cecil Castellucci e realizza cortometraggi come Maid, un documentario spagnolo di sei minuti.
In seguito, un talent scout del Sundance Film Festival lo invitò a lavorare con loro, per i quali McCarthy ha girato Cry for Help, un cortometraggio su uno spacciatore di droga che muore e incontra una versione zombi di Gesù in Paradiso, Chinese Box. e The Pact, girato con una single-lens reflex, versione ridotta dell'omonimo film Nel 2014 dirige il film Oltre il male, al South by Southwest Film Festival. e produce il sequel The Pact 2.
Nel 2016 McCarthy partecipò al BluRay set Feast, in memoria di Herschell Gordon Lewis. e al film collettivo Holidays. Nel 2019 dirige il film The Prodigy - Il figlio del male.

## Vita privata
Nel 2007 ha sposato Alexandra Lisee, una produttrice televisiva e cinematografica, dalla quale ha avuto una figlia, Agatha.

## Filmografia

### Cinema

#### Lungometraggi
- The Pact (2012)
- Oltre il male (2014)
- Holidays (2016) - segment "Easter"
- The Prodigy - Il figlio del male (2019)

### Cortometraggi
- Maid (2004)
- Cry for Help (2005)
- Chinese Box (2009)
- The Pact (2011)
- The Herschell Gordon Lewis Feast (2016)